# الطريق الجهوية رقم 66 (تونس)
الطريق الجهوية رقم 66 أو ط ج 66 طريق ثانوية تونسية تصل بين مدينة سجنان ورأس سراط.